# Vrhe (gmina Novo mesto)
Vrhe – wieś w Słowenii, w gminie miejskiej Novo mesto. W 2018 roku liczyła 61 mieszkańców. 